# 남궁인
남궁인(1983년 7월 12일 ~ )은 대한민국의 의사, 수필가이다.

## 이력
고려대학교 의대를 나온 후 고려대안암병원과 고려대구로병원, 고려대안산병원에서 응급의학과 수련의로 근무했으며 2013년부터 응급실 환자들의 사연, 의료진들의 고뇌 등을 담은 글을 SNS을 통해 발표하여 큰 반향을 얻었다. 2016년 7월 《만약은 없다》를 출간했다.
서울 강서구 PC방 사건의 피해자의 담당 의사로 조명을 받고 있다. 피해자의 담당의였던 그는 피해자의 얼굴에만 칼자국이 32개 있었고, 모든 자상은 칼을 끝까지 찔러 넣었다고 설명했다. 또 상처중에 평행으로 난 상처가 있었는데 이 상처는 매우 빠르게 칼을 뽑았다 다시 찔려야지 날수있는 상처라고 언급했다. 남궁씨는 가해자인 김씨에 대한 엄중한 처벌과 진상 조사를 요구했다.

## 저서
- 《만약은 없다》[6]
- 《지독한 하루》
- 《그는 가고 나는 남아서》
- 《차라리 재미라도 없든가》